# PowerBook 5300
A  négy Macintosh PowerBook 5300-as jelzésű hordozható számítógépet az Apple 1995. augusztus 25-én mutatta be, mind a négy gép  a PowerBook számítógép-családba tartozott. A számítógépeket az Apple]] fejlesztette, gyártotta és forgalmazta. A PowerBook 5300/100, PowerBook 5300c/100 és PowerBook 5300ce/100 laptopok forgalmazása 1996. október 10-én szűnt meg, a PowerBook 5300cs/100 jelzésűé 1996. augusztus 3-án. Szokás a négy gépet 5300-as sorozatként is említeni, noha valójában egyszerre lettek bemutatva, és egyiknek sem jelent meg fejlesztett verziója 5300-as jelzéssel. A gépeket szóban és írásban is szokás PB5300nak, 5300-asnak említeni – szövegkörnyezettől függően. A névben a perjel után az órajel (MHz) értéke szerepel. A 'c' jelzés a színes kijelzőre utal.

## Története
A PowerBook 5300-at 1993–1994-ben M2 kódnéven tervezték. Az előző PowerBook 500-sorozathoz képest az 5300-at kifejezetten a lehető legkisebbre tervezték (ami kizárta a CD-ROM-meghajtó használatát), a háza kompaktabb, kevésbé ívelt kialakítású. A korábbi PowerBookokra jellemző forgó billenő-stílusú lábak helyett kiugró lábakat használtak, a műanyag burkolat pedig egy kicsit sötétebb szürke árnyalatú lett. A PB 5300-asok a PowerBook 190 és 190cs házát használta, sok a közös funkció és belső komponenst.
A 100 MHz-es PB5300-ast – 8 MB RAM, 500 MB HDD – 2300 dollárért kínálták. A 100 MHz-es PB5300cs-ért alapkiépítésben (8 MB RAM, 500 MB HDD) 2900 dollárt, teljes kiépítésben (16 MB RAM, 750 MB HDD) 3700 dollárt kértek. Az előző PB5300-asoknál jobb kijelzőjű PB5300c ára alapesetben (8 MB RAM, 500 MB HDD) 3900 dollár, teljes kiépítésben (16 MB RAM, 750 MB HDD) 4700 dollár volt. Végül a sorozat csúcsmodellje, a PB5300ce (32 MB RAM, 1,1 GB HDD, jobb kijelző felbontás) 6800 dollárba került.

## Problémák

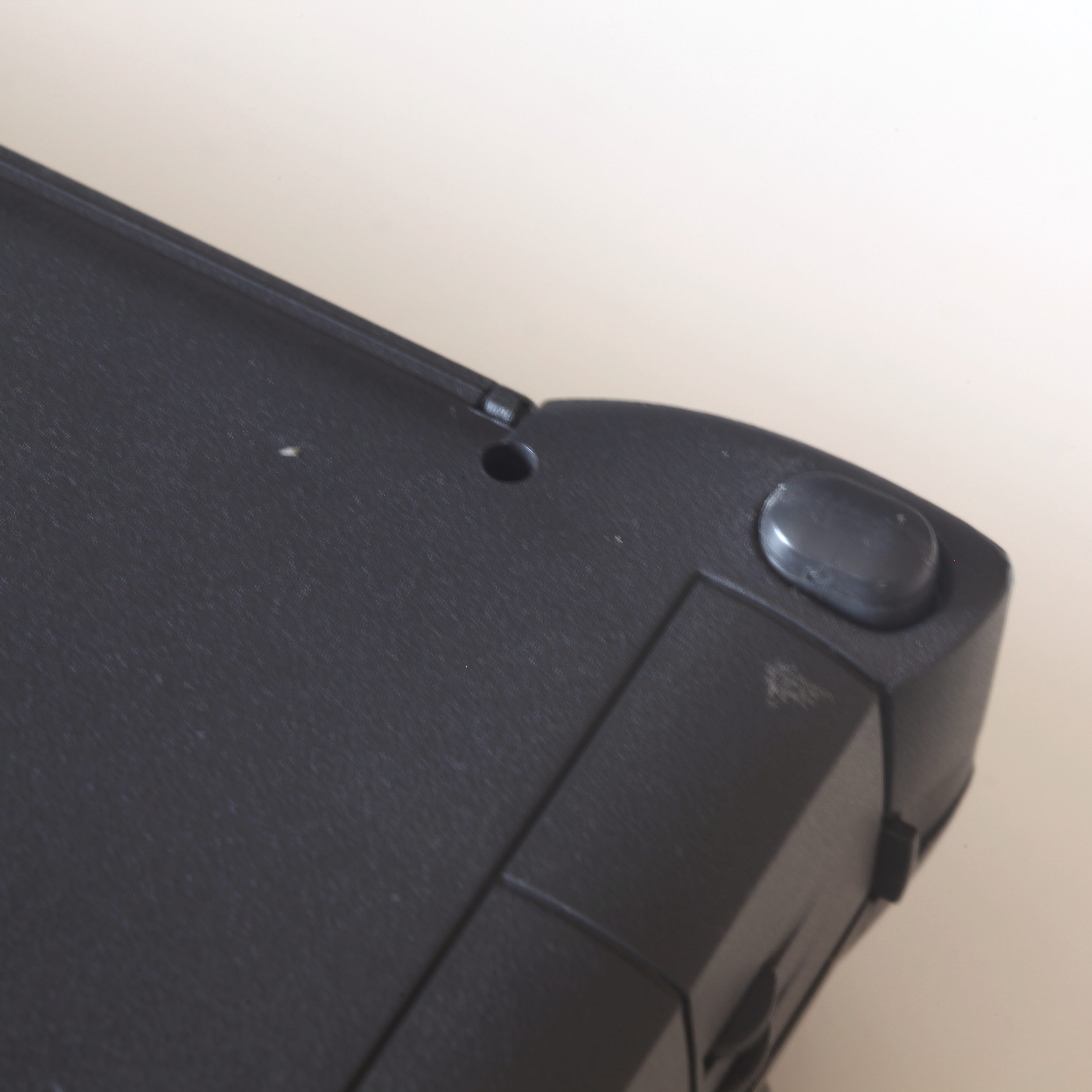
A kipattanó láb behúzott állapotban

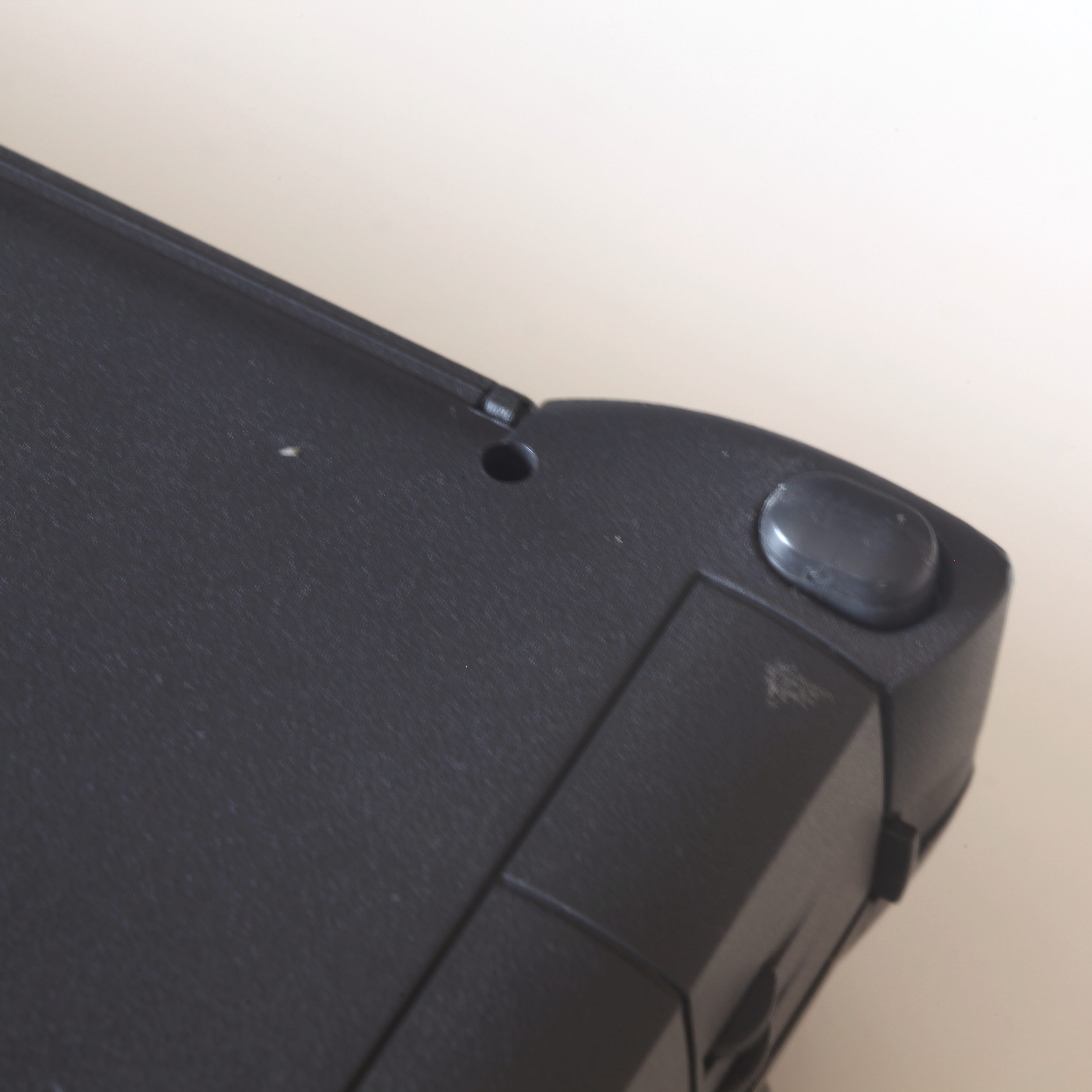
A kipattanó láb kiengedett állapotban. Használata nem csak a felhasználó számára volt előnyös, kissé felé döntötte a billentyűzetet, de a PB5300-nak is, az alja így jobb levegőáramlást, azaz hűtést kapott

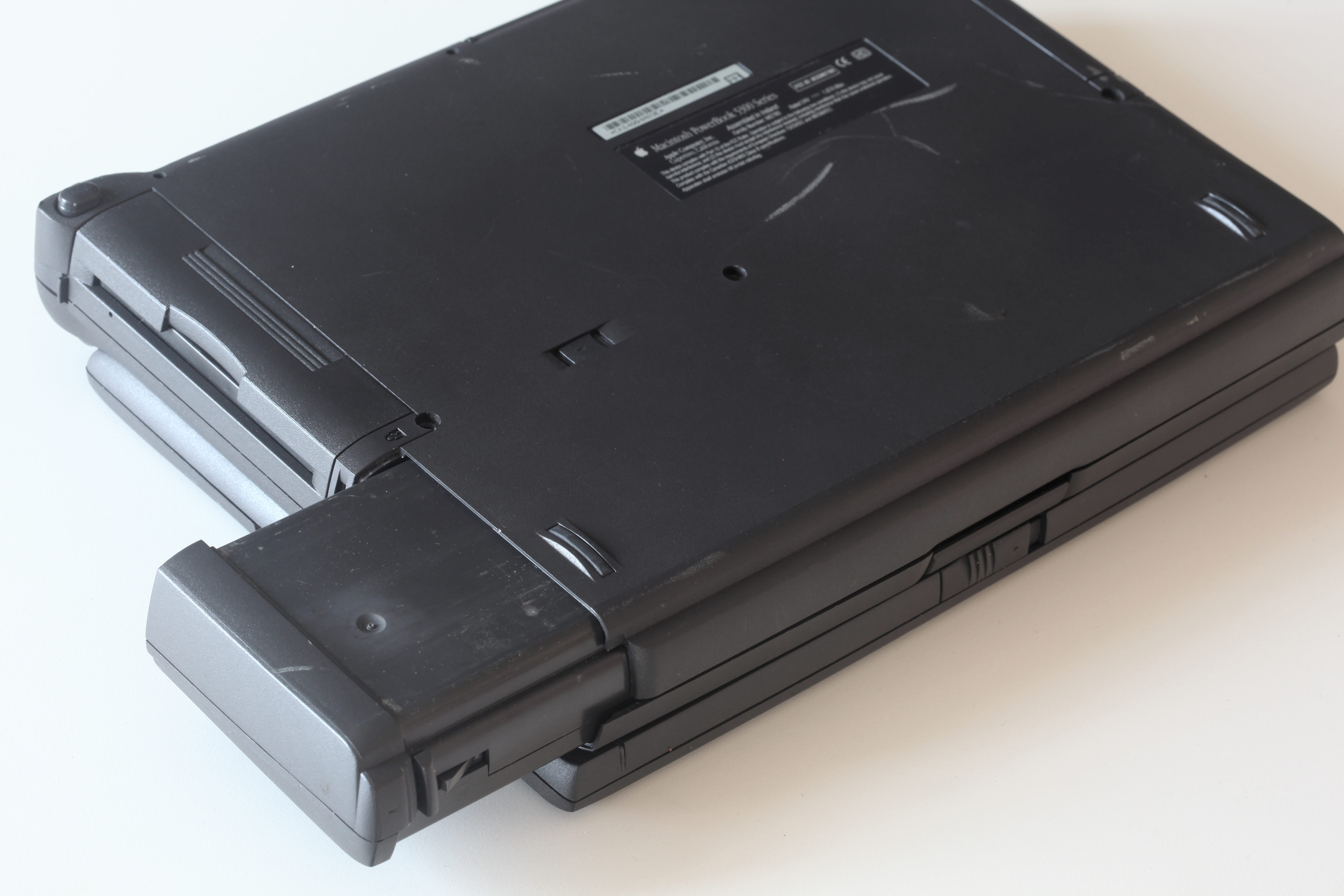
A PowerBook 5300-as akkumulátora csere közben. Az alvó állapotba tett gép kb. tíz percet adott az akkumulátor cseréjére

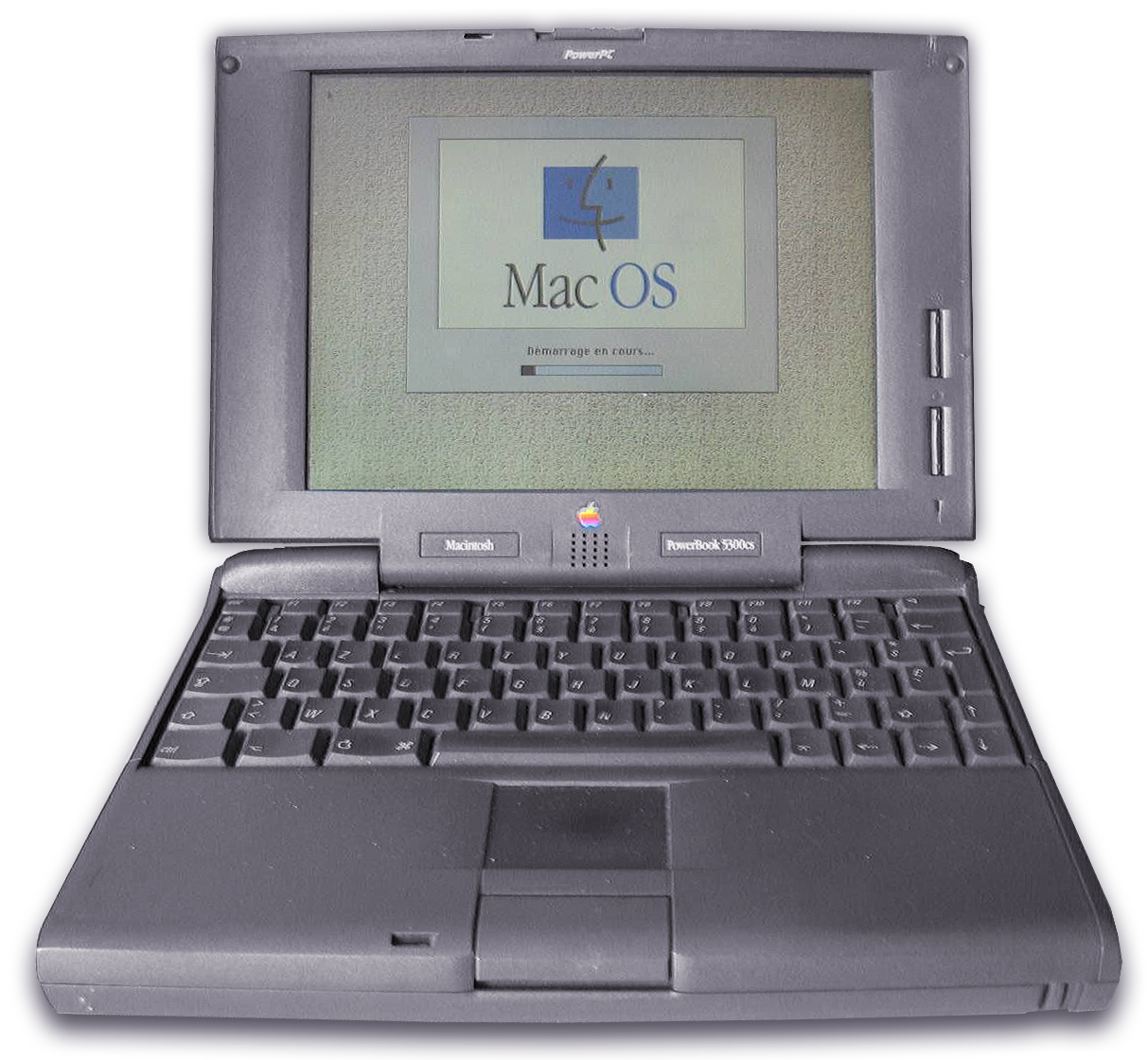
A francia billentyűzetes PowerBook 5300cs épp bekapcsolás után van, az operációs rendszert tölti be

A PowerBook 5300 sorozatot számos ok miatt csalódásnak tekintették. Erős igénybevétel csuklópánt-problémákat okozott, a zsanérburkolatok megrepedését, a belső szalagkábelek kopását, szakadását, aminek következtében a kijelzőn függőleges vonalak jelennek meg, és esetenként a képernyő teljesen elsötétült. A felhasználók egy részét nem győzte meg a gép műszaki jellemzői, a tapasztalt gyenge teljesítmény rontotta az elfogadást. A PB5300-as sorozat PowerPC 603e processzort használt, ami viszonylag gyors volt, de mivel az Apple kispórolta az L2-es szintű gyorsítótárat, a valós teljesítmény sokkal kisebb volt, mint amit a CPU frekvenciája sugallt. A rendelkezésre álló bővítőhelyek széles választéka elégségesnek tűnt, de a számítógép kis mérete és alakja miatt nem lehetett CD-ROM-meghajtót a rendelkezésre álló helyre beilleszteni.
A legnagyobb gondot az akkumulátor túlmelegedése okozta. Az Apple éppen megkezdte a PowerBook 5300-asok szállítását, amikor két PB5300-as is kigyulladt – az egyik egy Apple programozó házában, a másik pedig az Apple szingapúri gyárában. Kiderült, hogy a Sony által gyártott Lítiumion-akkumulátor (Lilon) akkumulátoraik túlmelegedtek a hálózatról történő töltés közben és felrobbantak a cellákon belüli nyomás miatt. Szeptember 14-én az Apple visszahívta az összes PowerBook 5300-at – az Apple közlése szerint alig száz gépről volt szó. Kevesebb mint egy héttel a visszahívás után az Apple olyan nikkel-metál-hidrid akkumulátorra (NiMH) cserélte a Lilon akkumulátorokat, amelyekkel a PB190-t szállították. Mivel az eredeti Lilon akkumulátorok 36 wattóra kapacitásával szemben a NiMH akkumulátorok kapacitása csak 26 wattóra volt, ezért az Apple száz dollárral csökkentette a PB5300-asok árát. Az akkumulátor csere következménye lett, hogy a tápegység nem termelt elegendő áramot a bővítőrekesz és a PC-kártya-tartozékok bizonyos kombinációinak egyidejű működtetéséhez. Ezenkívül az alvó üzemmódban az energiafogyasztás csökkentéséért felelős áramkör a munka befejezése előtt leáll, így a maximális alvási idő tíz napról négyre csökken. Egyes egységek teljesen leblokkoltak, ha a felhasználó egyszerre nyomta meg a Reset gombot és a bekapcsológombot.
A PowerBook 5300 összeomlása felerősítette az anyagilag rosszul álló Apple félelmeit, hogy nem lesz semmi, amit érdemes eladni, ha nem cselekednek gyorsan. A pénzügyi vezetőnek, Graziano-nak elege lett az Apple-t irányító Spindler határozatlanságából. A texasi Austinban október 2-án kezdődött igazgatótanácsi ülésen arra buzdította az Apples igazgatóit, hogy haladéktalanul számolják fel a céget, vagy bontsák külön hardver- és szoftveregységekre, amelyek vonzóbb akvizíciós jelöltek lehetnek. Azzal érvelt, hogy Spindler új, harminc százalékos Mac-növekedési előrejelzése irreális a Windows 95 elsöprő sikere mellett. Spindler visszavágott, és a testület mögötte állt. Ahogy Markkula a The Wall Street Journalnak elmondta: „A testület nagyon elégedett Michael teljesítményével. Ő a legjobb gondolkodó az Apple-nél. Valóban nagyon zseniális ember.“ Graziano lemondott.

## PowerBook 5300 a filmekben
- Anakonda (1997) A dokumentumfilm rendezője, Terri Jennifer Lopez) a Powerbook 5300-asát használja kutatásaihoz.[11]
- Beverly Hills-i nindzsa (1997) A hamisító Tanley (Nathaniel Parker) az 5300-ason vizsgálja a vásárolt hamis sablonokat.[11]
- Acélváros (City of Industry, 1997) Jorge (Wade Dominguez) Powerbook 5300-at használ, hogy megzavarja a rablás körüli üzletek biztonsági rendszerét, megzavarva a rendőrséget, lehetővé téve számukra a tiszta melót.[11]
- Szabadítsátok ki Willyt! 3: The Rescue (1997) Jessie (Jason James Richter) a Powerbook 5300c segítségével a bálnadalhoz hasonló hangzást hoz létre Willy vonzására. A bálnavadászhajó legénysége ellopja a Powerbook által létrehozott hangot, hogy Willyt szigonyjaik hatótávolságába csalják. Jessie-ék később rájönnek, hogy Willy párja terhes, mivel a gép méri a szívverését.[11]
- Reszkessetek, betörők! 3. A bűnözők egy Powerbook 5300 segítségével lehallgatják és lehallgatják az Alex házából érkező telefonhívásokat.[11]
- A függetlenség napja (1996) David (Jeff Goldblum) a PowerBook segítségével megjeleníti az idegen támadás visszaszámlálását, majd később megfertőzi az idegen anyahajót egy vírussal, ami letiltja a támadók védelmét. David vírusa, amelyet a PowerBooktól tölt fel, lehetővé teszi a sikeres támadást.[11]
- Hull a pelyhes (1996) Howard (Arnold Schwarzenegger)a PowerBookja segítségével követi nyomon a bútorboltjában lévő készletet.[11]
- Hanta boy (1997) Ahelyett, hogy Maxszal játszana a születésnapján, Fletcher (Jim Carrey) egy esetre készül a PowerBook segítségével.[11]
- Marley meg én (2008) Jenny (Jennifer Aniston) Powerbook 5300-at használ a cikk íráshoz.[11]
- My Best Friend's Wedding (1997) Abban a reményben, hogy az esküvő megszakad, Julianne (Julia Roberts) terhelő e-mailt küld barátja leendő apósának Powerbookjáról.[11]
- Váltságdíj (1996) Tom (Mel Gibson) és Kate (Rene Russo) úgy értesül fiuk nehéz helyzetéről, hogy elolvasnak egy e-mailt a Powerbookon.[11]
- The Saint (1997) Simon (Val Kilmer) a Powerbookját kódolt kommunikációra és online banki szolgáltatásokra használja (természetesen egy svájci bankszámláról van szó).[11]
- Tűzhányó (1997) A Los Angeles-i metró dolgozói jelentést kapnak a földrengésről a Powerbook 5300-asukon.[11]

### A Mission: Impossible marketing fiaskó
1996. április 18-án, néhány héttel a PowerBook 5300 második visszahívása előtt, a Paramount Pictures bemutatta az Apple 15 millió dolláros szponzori támogatásával készült Mission: Impossible filmet Tom Cruise főszereplésével. A támogatásban televíziós és nyomtatott reklámok, egy speciális weboldal, valamint a film premierjének támogatása szerepelt. A Mission: Impossible (magyarul: Lehetetlen küldetés) film választása különösen ironikusnak tűnt, mivel az Apple éppen a legnagyobb veszteségéről számolt be, a második negyedévet 740 millió dollár minusszal zárták. Néhányan megjegyezték, hogy az újonnan beiktatott vezérigazgató, Gilbert Frank Amelio mindennél ijesztőbb feladat előtt áll. küldetést, amelyet Mr. Phelps (a film szereplője) valaha is vállalt. Tom Cruise, aki a való életben is Mac-felhasználó volt, PowerBook 5300c-t használ a filmben. Az Apple-nek nem volt befolyása a forgatókönyvre, mert túl későn jelentkezett be szponzorként. Ennek eredményeként Cruise karaktere a Mac grafikus felhasználói felülete helyett egy nehézkes parancssori felületet használ.
Még rosszabb, hogy amikor Cruise és csoportjai azt tervezik, hogy betörnek a CIA számítógépes rendszerébe, a számítógépes szakértőjük ragaszkodik ahhoz, hogy "Gondolkodó Gépek" (angolul: Thinking Machines) laptopokra van szükségük. A gond az, hogy a nevezett cégnek – Thinking Machines – nincs köze az Apple-höz. Pikánssá az teszi, hogy a Thinking Machines szuperszámítógép-gyártó, soha nem gyártott nem hogy laptopot, de még asztali számítógépet sem.

## Technikai leírás

### Macintosh PowerBook 5300/100
A gép súlya 2,66 kg, magassága 5,08 cm, szélessége 29,21 cm és mélysége 21,59 cm volt. A gépet System 7.5.2 operációs rendszerrel szállította az Apple, a ROM mérete 4MB volt. A kijelző 9.5" DualScan gray scale passive matrix LCD volt 640 x 480 képpont felbontással. A Macintosh PowerBook 5300/100 számítógépet 100 MHz-es Motorola 603e processzor vezérelte (L1 cache: 32K, L2 cache: nem volt). A PMMU feladatát a processzor látta el. Az FPU-t is a processzor végezte. A gép bemutatásakor az alaplapon 8 MB (70ns) memóriát tartalmazott, maximálisan 64 MB kezelésére volt képes a gyári specifikáció szerint. A bővítéshez az egyetlen helybe (slot) 8-56 MB-os modulok egyikét lehetett betenni. Az adatokat az 500MB IDE–buszos belső merevlemezre lehetett elmenteni. Külső adattárolási lehetőséget az 1,44-es hajlékonylemez meghajtó (floppy-drive) kínált. A számítógépnek egy ADB, egy nyomtató, egy hangszóró portja volt. mini-15 a videó, HDI-30 a SCSI kimenet volt. A mikrofon port Line in volt. A Macintosh PowerBook 5300/100 PB5300, NiMH akkumulátora maximum 45W teljesítményre volt képes.

### Macintosh PowerBook 5300cs/100
A gép súlya 2,79 kg, magassága 5,59 cm, szélessége 29,21 cm és mélysége 21,59 cm volt. A gépet System 7.5.2 operációs rendszerrel szállította az Apple, a ROM mérete 4MB volt. A kijelző 10.4" DualScan color passive matrix LCD volt 640 x 480 képpont felbontással. A Macintosh PowerBook 5300cs/100 számítógépet 100 MHz-es Motorola 603e processzor vezérelte (L1 cache: 32K, L2 cache: nem volt). A PMMU feladatát a processzor látta el. Az FPU-t is a processzor végezte. A gép bemutatásakor az alaplapon 8, 16 MB (70ns) memóriát tartalmazott, maximálisan 64 MB kezelésére volt képes a gyári specifikáció szerint. A bővítéshez az egyetlen helybe (slot) 8-64 MB-os modulok egyikét lehetett betenni. Az adatokat az 500-750MB IDE–buszos belső merevlemezre lehetett elmenteni. Külső adattárolási lehetőséget az 1,44-es hajlékonylemez meghajtó (floppy-drive) kínált. A számítógépnek egy ADB, egy nyomtató, egy hangszóró portja volt. mini-15 a videó, HDI-30 a SCSI kimenet volt. A mikrofon port Line in volt. A Macintosh PowerBook 5300cs/100 PB5300, NiMH akkumulátora maximum 45W teljesítményre volt képes.

### Macintosh PowerBook 5300c/100
A gép súlya 2,79 kg, magassága 5,59 cm, szélessége 29,21 cm és mélysége 21,59 cm volt. A gépet System 7.5.2 operációs rendszerrel szállította az Apple, a ROM mérete 4MB volt. A kijelző 10.4" Active matrix color LCD volt 640 x 480 képpont felbontással. A Macintosh PowerBook 5300c/100 számítógépet 100 MHz-es Motorola 603e processzor vezérelte (L1 cache: 32K, L2 cache: nem volt). A PMMU feladatát a processzor látta el. Az FPU-t is a processzor végezte. A gép bemutatásakor az alaplapon 8, 16 MB (70ns) memóriát tartalmazott, maximálisan 64 MB kezelésére volt képes a gyári specifikáció szerint. A bővítéshez az egyetlen helybe (slot) 8-64 MB-os modulok egyikét lehetett betenni. Az adatokat az 500-750MB IDE–buszos belső merevlemezre lehetett elmenteni. ülső adattárolási lehetőséget az 1,44-es hajlékonylemez meghajtó (floppy-drive) kínált. A számítógépnek egy ADB, egy nyomtató, egy hangszóró portja volt. mini-15 a videó, HDI-30 a SCSI kimenet volt. A mikrofon port Line in volt. A Macintosh PowerBook 5300c/100 PB5300, NiMH akkumulátora maximum 45W teljesítményre volt képes.

### Macintosh PowerBook 5300ce/117
A gép súlya 2,79 kg, magassága 5,59 cm, szélessége 29,21 cm és mélysége 21,59 cm volt. A gépet System 7.5.2 operációs rendszerrel szállította az Apple, a ROM mérete 4MB volt. A kijelző 10.4" Active matrix color LCD volt 800 x 600 képpont felbontással. A Macintosh PowerBook 5300ce/117 számítógépet 117 MHz-es Motorola 603e processzor vezérelte (L1 cache: 32K, L2 cache: nem volt). A PMMU feladatát a processzor látta el. Az FPU-t is a processzor végezte. A gép bemutatásakor az alaplapon 16 MB (70ns) memóriát tartalmazott, maximálisan 64 MB kezelésére volt képes a gyári specifikáció szerint. A bővítéshez az egyetlen helybe (slot) 8-64 MB-os modulok egyikét lehetett betenni. Az adatokat az 1.1GB IDE–buszos belső merevlemezre lehetett elmenteni. Külső adattárolási lehetőséget az 1,44-es hajlékonylemez meghajtó (floppy-drive) kínált. A számítógépnek egy ADB, egy nyomtató, egy hangszóró portja volt. mini-15 a videó, HDI-30 a SCSI kimenet volt. A mikrofon port Line in volt. A Macintosh PowerBook 5300ce/117 PB5300, NiMH akkumulátora maximum 45W teljesítményre volt képes.

### Technikai adatok táblázatban
A táblázat nem tartalmazza az összes műszaki paramétert. Az egyes modelleknél a bemutatáskor érvényes adatokat soroljuk fel, a későbbi frissítéseket nem. Az adatok az Apple adatlapjáról származnak, a hiányzó adatok – egyes gépeknél a kivezetés időpontja, az összes kijelző adat, üzemóra adat... – a Mactracker alkalmazásból valók.

| Gép nevebemutatva kivezetve                      | Méretmagasság szélesség mélység súly | Processzorprocesszor órajel, mag L1 és L2 cache PMMU FPU      | Háttértármerevlemezkülső adathordozó | Eredeti operációs rendszer | Memóriaalap max. @sebességhely                                        | Kijelzőfizikai méret, legjobb felbontás                                  | Tápmax. teljesítmény, akkumulátoros üzemidő (becslés) | Csatlakozók                                                                                |
| ------------------------------------------------ | ------------------------------------ | ------------------------------------------------------------- | ------------------------------------ | -------------------------- | --------------------------------------------------------------------- | ------------------------------------------------------------------------ | ----------------------------------------------------- | ------------------------------------------------------------------------------------------ |
| PowerBook 5300/1001995 aug. 25. 1996. okt. 10.   | 5,08 mm 29,21 mm 21,59 mm 2,66 kg    | PowerPC 603e @100 MHz L1:32K PMMU: integrálva FPU: integrálva | Floppy: 1.44MBHD: 500MB (IDE)        | System 7.5.2 ROM: 4MB      | Alaplapon: 8 MB @70ns max: 8 MB – 64 MBegy hely: 8-56 MB-os modul     | Alaplapon: 9.5" DualScan gray scale passive matrix LCD 640 x 480 képpont | Max: 45W, 1,88A 81,57 Wh, óra                         | * ADB: 1 * nyomtató: 1 * hang: van * videó: 1 mini-15 * SCSI: 1 HDI-30 * mikrofon: Line in |
| PowerBook 5300cs/1001995 aug. 25. 1996. aug. 3.  | 5,59 mm 29,21 mm 21,59 mm 2,79 kg    | PowerPC 603e @100 MHz L1:32K PMMU: integrálva FPU: integrálva | Floppy: 1.44MBHD: 500-750MB (IDE)    | System 7.5.2 ROM: 4MB      | Alaplapon: 8, 16 MB @70ns max: 8 MB – 64 MBegy hely: 8-64 MB-os modul | Alaplapon: 10.4" DualScan color passive matrix LCD 640 x 480 képpont     | Max: 45W, 1,88A 81,57 Wh, óra                         | * ADB: 1 * nyomtató: 1 * hang: van * videó: 1 mini-15 * SCSI: 1 HDI-30 * mikrofon: Line in |
| PowerBook 5300c/1001995 aug. 25. 1996. okt. 10.  | 5,59 mm 29,21 mm 21,59 mm 2,79 kg    | PowerPC 603e @100 MHz L1:32K PMMU: integrálva FPU: integrálva | Floppy: 1.44MBHD: 500-750MB (IDE)    | System 7.5.2 ROM: 4MB      | Alaplapon: 8, 16 MB @70ns max: 8 MB – 64 MBegy hely: 8-64 MB-os modul | Alaplapon: 10.4" Active matrix color LCD 640 x 480 képpont               | Max: 45W, 1,88A 81,57 Wh, óra                         | * ADB: 1 * nyomtató: 1 * hang: van * videó: 1 mini-15 * SCSI: 1 HDI-30 * mikrofon: Line in |
| PowerBook 5300ce/1171995 aug. 25. 1996. okt. 10. | 5,59 mm 29,21 mm 21,59 mm 2,79 kg    | PowerPC 603e @117 MHz L1:32K PMMU: integrálva FPU: integrálva | Floppy: 1.44MBHD: 1.1GB (IDE)        | System 7.5.2 ROM: 4MB      | Alaplapon: 16 MB @70ns max: 32 MB – 64 MBegy hely: 8-64 MB-os modul   | Alaplapon: 10.4" Active matrix color LCD 800 x 600 képpont               | Max: 45W, 1,88A 81,57 Wh, óra                         | * ADB: 1 * nyomtató: 1 * hang: van * videó: 1 mini-15 * SCSI: 1 HDI-30 * mikrofon: Line in |

## PowerBook számítógépek az időben
| PowerBook és iBook számítógépek idővonalon |
| --- |
| A grafikon adatai utoljára 2023. december 19-én frissültek. A szín sötétebb változata az egymást követő gépek megkülönböztetését szolgálja. A színek kezdete a bemutató időpontja, a forgalmazás több esetben is hónapokkal később kezdődött. Megeshet, hogy egy csík végét kitakarja egy másik csík eleje. Előfordul, hogy a gyártás befejezését követően még egy ideig forgalomban marad a Mac adott verziója. Az adatok forrása a Jegyzetekben található. |